# جورج إيرل
جورج إيرل (7 أغسطس 1859 في المملكة المتحدة - 20 أبريل 1933 في المملكة المتحدة)  (بالإنجليزية: George Earl)‏ هو لاعب كريكت بريطاني وبريطاني (وحمل سابقاً جنسية المملكة المتحدة لبريطانيا العظمى وأيرلندا). لعب مع نادي مقاطعة ديربيشاير للكريكت ‏.